# Око за око (фільм)
Око за око (англ. An Eye for an Eye) — американський бойовик режисера Стіва Карвера.

## Сюжет
Після загибелі свого напарника поліцейський з відділу по боротьбі з наркотиками Шон Кейн вимушений піти у відставку. Але коли вбивають тележурналістку Лінду, подругу його загиблого товариша, Кейн починає власне розслідування. Він з'ясовує, що вбивства мають пряме відношення до таємних операцій з наркотиками, які проводять гонконгські тріади. Дізнавшись, що в кримінальному бізнесі замішані і деякі з його колег-поліцейських, Кейн бере правосуддя у свої руки і вирішує сам, поодинці, розібратися із злочинцями.

## У ролях
- Чак Норріс — Шон Кейн
- Крістофер Лі — Морган Кенфілд
- Річард Раундтрі — капітан Стівенс
- Метт Кларк — Том МакКой
- Мако — Джеймс Чан
- Меггі Купер — Хізер Салліван
- Розалінд Чао — Лінда Чен
- Стюарт Пенкін — Нікі ЛеБелл
- Профессор Тору Танака — Професор
- Сем Хайона — Ambler
- Террі Кайзер — Дейв Пірс
- Ерл Ніколс — офіцер Ед
- Мел Новак — Монтоя
- Рік Пріето — Stark
- Джо Беллан — Ей Джей
- Деніел Форрест — VW водій
- Дж.Е. Фрімен — евакуатор
- Едсел Фанг — власник
- Дов Готтесфелд — доктор
- Майкл Б. Крісті — репортер
- Келлі Джо Хортон — художник
- Джеффрі Бенністер — Людина на Рації
- Джо Лерер — репортер
- Дуглас Меєрс — командир спецназу
- Гарі Т. Нью — репортер
- Тім Калбертсон — поліцейський
- Дороті Деллс — водій
- Ненсі Фіш — репортер
- Дон Пайк — сторож
- Джо Де Ніколя — менеджер
- Роберт Белінг — коронер
- Гаррі Вонг — власник магазину